# Circuito de Monsanto
O Circuito de Monsanto era um circuito automóvel urbano com 5,440 km de extensão, localizado no Parque Florestal de Monsanto, em Lisboa, Portugal. Tinha início na estrada de Queluz, passava pela auto-estrada do Estádio Nacional (actual A5), estrada do Alvito, estrada de Montes Claros (Alameda Keil do Amaral), estrada do Penedo e terminava na estrada dos Marcos.
Em 1959, disputou-se neste circuito o 2.º Grande Prêmio de Portugal de Fórmula 1.

## Vencedor de GP de F1 em Monsanto
| Ano                      | Vencedor              | Equipe        | Resumo   |
| ------------------------ | --------------------- | ------------- | -------- |
| 1954                     | José Froilán González | Ferrari       | Detalhes |
| Não houve em 1955 e 1956 |                       |               |          |
| 1957                     | Juan Manuel Fangio    | Maserati      | Detalhes |
| Não houve em 1958        |                       |               |          |
| 1959                     | Stirling Moss         | Cooper-Climax | Detalhes |